# Romeins toilet
Het Romeins toilet is het toilet dat de Romeinen gebruikten. Het kan worden gezien als een voorloper van de hedendaagse toiletten, in de zin van dat er gebruik gemaakt werd van stromend water om ontlasting mee af te voeren.
De meeste stedelingen beschikten thuis over een eigen toilet. Daarnaast had men buitenshuis de beschikking over publieke toilethuizen, grote openbare ruimten met houten of stenen bankjes waar men gezamenlijk zijn behoefte kon doen. De publieke toiletten bevonden zich doorgaans boven een rioleringssysteem, terwijl de privétoiletten in de meeste gevallen bestonden uit niet veel meer dan een kuil in de grond die van tijd tot tijd werd leeggeschept.
Een deel van de geproduceerde urine werd ingezameld voor gebruik in de volderijen en wasserijen, terwijl de grote boodschap werd gebruikt om akkers en tuinen mee te bemesten.

## Privétoilet
Privétoiletten stonden alleen bij de rijken, meestal in de keuken. Dit privé-toilet gebruikte dezelfde afvoer als die van de keuken. Deze kwam dan uit in het riool of een beerput. Het privétoilet wordt ook teruggevonden in sommige insulae. Een insula is een appartementenblok dat meestal 3-5 verdiepingen telde, waarin de armsten een kamer huurden. Zo’n privé-toilet bestond uit 2 muren en een plank met een gat. Van voren zat een gleuf waar men de hand door kon steken om de billen te reinigen.

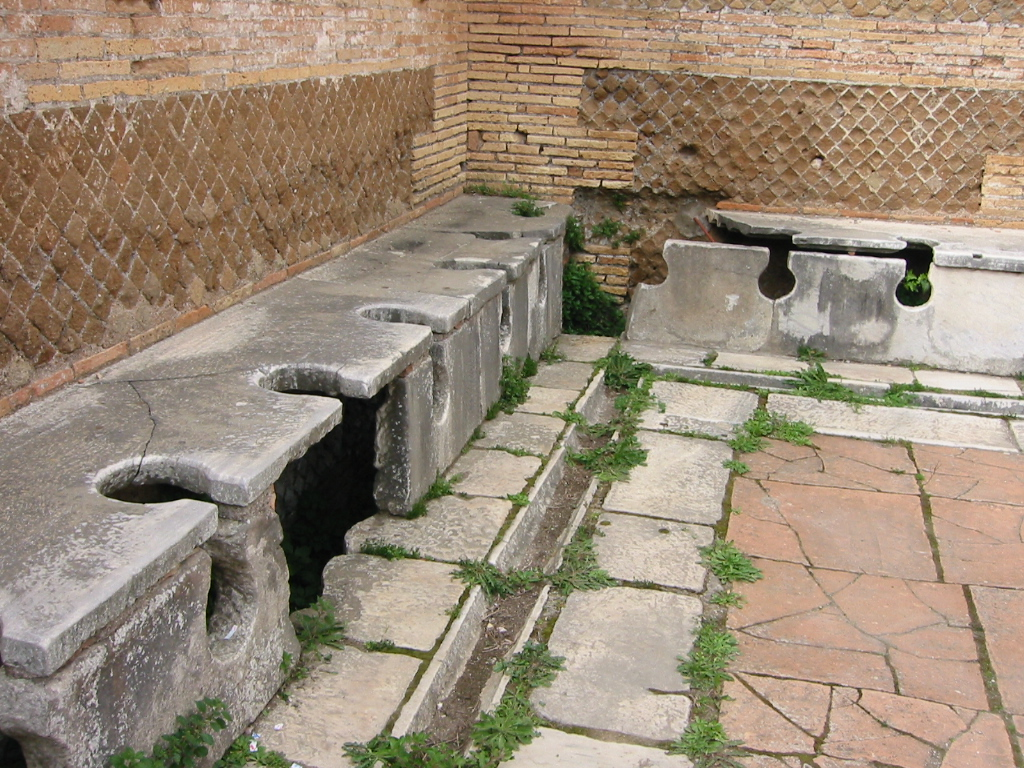
Oud-Romeins openbaar toilet in Ostia Antica

## Openbare toiletten
Openbare toiletgebouwen stonden verspreid door de stad. Het was voor velen een ontmoetingsplaats waar men gezellig kon babbelen en de nieuwste latrine geruchten kon horen. Meestal kwamen alleen de armen naar de openbare toiletten. Eigenaars van de openbare toiletten verkochten de urine vaak aan wasserijen en volders.
Als men een openbaar toilet binnenging, kwam men eerst in een gang die zo liep dat de mensen van buitenaf de mensen in de toiletten niet konden zien. Gemiddeld waren er zo’n 15 toiletten. Daarlangs liep een goot en in het midden was er soms een fontein. In de goot liep stromend water waarmee men met behulp van een emmer het toilet kon doorspoelen. Naast elk toilet lag vaak een hulpmiddel klaar om de anus te reinigen. Naar het schijnt had een Romein nooit iets bij zich om zijn billen te kunnen vegen, maar gebruikte hij bladeren, hooi, stro, lappen of stof. Historici zijn het erover oneens of de tesorium, een spons op een stok, echt gebruikt werd om de billen af te vegen of als voorloper van de toiletborstel.

## Hygiëne
De Romeinse toiletten waren allesbehalve hygiënisch. Het was een broeihaard van ziekten en bacteriën. De Romeinen geloofden dat de ziekten door de toiletgeesten werden veroorzaakt. Als oplossing hiervoor droegen ze een amulet. De uitwerpselen werden weggespoeld met een emmer water. Deze kwamen dan via een leiding in het riool of een beerput terecht. Het reinigen van deze riolen en beerputten werd gedaan door slaven. Dit was niet geheel ongevaarlijk, want men kon gemakkelijk uitglijden en verstikken in de uitwerpselen.

## Volderijen en wasserijen
De taak van volders is het vervilten van wollen weefsel. Dit is een bewerking om de vezels dichter ineen te werken waardoor een stevige, waterdichte stof ontstaat die minder vatbaar is voor krimp. Om dit te doen, dompelden ze het weefsel in een bak met heet water, urine en een soort klei.
De wasserijen gebruikten ook urine om kleren te reinigen. De kleren werden dan in bakken met urine gedaan waar arbeiders er blootsvoets op stampten. De ammonia in de urine fungeerde daarbij als schoonmaakmiddel.